# 안톤 로프

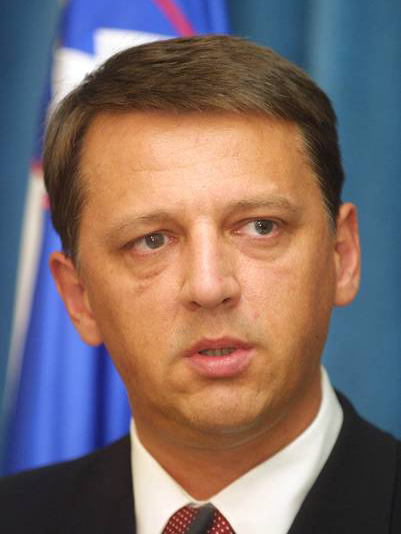
안톤 로프

안톤 로프(슬로베니아어: Anton Rop, 1960년 12월 27일 유고슬라비아(현재의 슬로베니아) 류블랴나 ~ )는 슬로베니아의 정치인이다. 2007년 이전까지는 슬로베니아 자유민주당 소속이었지만 2007년부터 현재까지는 사회민주당 소속이다.

## 생애
1984년 류블랴나 대학교 경제학과를 졸업했다. 1996년부터 2000년까지 슬로베니아 노동·가족·사회부 장관을 역임했고 2000년부터 2002년까지 슬로베니아 재무부 장관을 역임했다.
2002년 12월 19일부터 2004년 12월 3일까지 슬로베니아의 총리를 역임했다. 2010년 8월까지 슬로베니아 국민의회 의원을 역임했으며 현재는 유럽 투자 은행 부총재를 역임하고 있다.